# Monoblemma becki
Monoblemma becki là một loài nhện trong họ Tetrablemmidae.
Loài này thuộc chi Monoblemma. Monoblemma becki được Brignoli miêu tả năm 1978.